# Dvärgglasögonfågel
Dvärgglasögonfågel (Heleia squamifrons) är en fågel i familjen glasögonfåglar inom ordningen tättingar.

## Utseende och läte
Dvärgglasögonfågeln är en mycket liten glasögonfågel, endast 9–9,5 cm lång. Fjäderdräkten är olivbrun ovan och gulvit under. På huvudet syns en tunn vit ögonring runt gråaktigt eller beigevitt öga, en brunsvart näbb, gråaktig strupe och vitkantade fjädrar på pannan som ger den ett lite ovårdat utseende. Benen är ljust grå- eller grönaktiga. Lätet beskrivs som "chit-chit-chit” eller ljusa "tsee-tsee…”.

## Utbredning och systematik
Fågeln lever i bergsskogar på norra Borneo (Sabah). Den behandlas som monotypisk, det vill säga att den inte delas in i några underarter.

### Släktestillhörighet
Arten placeras traditionellt som enda art i släktet Oculocincta, men genetiska studier visar att den står nära fåglarna i Heleia och förs numera allt oftare dit.

## Status
Trots det begränsade utbredningsområdet och det faktum att den minskar i antal anses beståndet vara livskraftigt av internationella naturvårdsunionen IUCN.